# Massais (Deux-Sèvres)
Massais és un municipi francès situat al departament de Deux-Sèvres i a la regió de la Nova Aquitània. L'any 2007 tenia 620 habitants.

## Demografia

### Població
El 2007 la població de fet de Massais era de 620 persones. Hi havia 231 famílies de les quals 68 eren unipersonals (34 homes vivint sols i 34 dones vivint soles), 67 parelles sense fills, 88 parelles amb fills i 8 famílies monoparentals amb fills. La població d'habitants censats ha evolucionat segons el següent gràfic:

### Habitatges
El 2007 hi havia 274 habitatges, 246 eren l'habitatge principal de la família, 16 eren segones residències i 13 estaven desocupats. 263 eren cases i 9 eren apartaments. Dels 246 habitatges principals, 194 estaven ocupats pels seus propietaris, 47 estaven llogats i ocupats pels llogaters i 4 estaven cedits a títol gratuït; 2 tenien una cambra, 17 en tenien dues, 29 en tenien tres, 57 en tenien quatre i 141 en tenien cinc o més. 196 habitatges disposaven pel capbaix d'una plaça de pàrquing. A 106 habitatges hi havia un automòbil i a 115 n'hi havia dos o més.

### Piràmide de població
La piràmide de població per edats i sexe el 2009 era:
| Homes | Edats   | Dones |
| ----- | ------- | ----- |
| 0     | 95 o +  | 8     |
| 4     | 90 a 94 | 0     |
| 4     | 85 a 89 | 8     |
| 0     | 80 a 84 | 4     |
| 20    | 75 a 79 | 4     |
| 20    | 70 a 74 | 20    |
| 12    | 65 a 69 | 20    |
| 4     | 60 a 64 | 16    |
| 12    | 55 a 59 | 4     |
| 8     | 50 a 54 | 12    |
| 12    | 45 a 49 | 4     |
| 20    | 40 a 44 | 16    |
| 24    | 35 a 39 | 24    |
| 20    | 30 a 34 | 28    |
| 20    | 25 a 29 | 24    |
| 8     | 20 a 24 | 16    |
| 24    | 15 a 19 | 28    |
| 12    | 10 a 14 | 36    |
| 20    | 5 a 9   | 20    |
| 36    | 0 a 4   | 16    |

## Economia
El 2007 la població en edat de treballar era de 378 persones, 274 eren actives i 104 eren inactives. De les 274 persones actives 251 estaven ocupades (137 homes i 114 dones) i 24 estaven aturades (5 homes i 19 dones). De les 104 persones inactives 39 estaven jubilades, 36 estaven estudiant i 29 estaven classificades com a «altres inactius».

### Ingressos
El 2009 a Massais hi havia 240 unitats fiscals que integraven 576 persones, la mediana anual d'ingressos fiscals per persona era de 14.749 €.

### Activitats econòmiques
Dels 16 establiments que hi havia el 2007, 3 eren d'empreses alimentàries, 1 d'una empresa de fabricació d'altres productes industrials, 2 d'empreses de construcció, 3 d'empreses de comerç i reparació d'automòbils, 1 d'una empresa de transport, 4 d'empreses d'hostatgeria i restauració, 1 d'una empresa de serveis i 1 d'una empresa classificada com a «altres activitats de serveis».
Dels 2 establiments de servei als particulars que hi havia el 2009, 1 era una fusteria i 1 lampisteria.
L'únic establiment comercial que hi havia el 2009 era una botiga de més de 120 m².
L'any 2000 a Massais hi havia 36 explotacions agrícoles que ocupaven un total de 1.541 hectàrees.

## Equipaments sanitaris i escolars
El 2009 hi havia una escola elemental integrada dins d'un grup escolar amb les comunes properes formant una escola dispersa.

## Poblacions properes
El següent diagrama mostra les poblacions més properes.